# Hugo Sélignac
Pour l’article homonyme, voir Sélignac.
Hugo Sélignac est un producteur de cinéma et acteur français, né le 15 octobre 1984 à Paris.
En 2010, il fonde la société de production Chi-Fou-Mi Productions, qui coproduit plusieurs succès critiques et commerciaux tels que Le Chant du loup (2019), BAC Nord (2021) ou Mandibules (2021),.

## Biographie
Fils du réalisateur Arnaud Sélignac et d’Antonine Catzeflis, il est également le beau-fils du cinéaste Étienne Chatiliez. Hugo Sélignac interrompt sa scolarité en classe de première et commence sa carrière dans le cinéma à l’âge de 18 ans. Il réalise plusieurs stages dans différents métiers du secteur, notamment en régie, au casting, à la mise en scène et en tant qu’assistant réalisateur, notamment auprès de Guillaume Canet. Il intègre ensuite la société Productions du Trésor, où il travaille auprès d’Alain Attal,.
Son premier film produit, La Marche, connaît un échec commercial. Il produit par la suite Elle l'adore, qui obtient un succès critique et commercial.
En 2005, à 21 ans, il participe au tournage du film Ne le dis à personne de Guillaume Canet, où il intervient dans l'organisation d’une scène tournée. Il reçoit de Nicolas Sarkozy — dont il connaît le fils, Pierre — une autorisation exceptionnelle de vingt-quatre heures pour le tournage d’une scène sur le périphérique parisien.
En 2010, il fonde sa propre société de production, Chi-Fou-Mi Productions, qu’il dirige en tant que producteur. La société se spécialise dans la production et la coproduction de longs métrages, notamment dans le cinéma français contemporain.

## Carrière
Parmi les films produits ou coproduits par Chi-Fou-Mi Productions figurent plusieurs succès critiques et commerciaux, tels que :
- Les Petits Mouchoirs (2010) de Guillaume Canet
- Le Grand Bain (2018) de Gilles Lellouche
- BAC Nord (2020) de Cédric Jimenez
- Mandibules (2020) de Quentin Dupieux
- L'Amour ouf (2024) de Gilles Lellouche

En 2019, il est nommé 19 fois aux César du cinéma. Il remporte deux César des lycéens : en 2022 pour BAC Nord de Cédric Jimenez, et en 2024 pour Je verrai toujours vos visages de Jeanne Herry,.
En 2024, il produit six films, :
- L'Amour ouf de Gilles Lellouche
- Leurs enfants après eux de Ludovic Boukherma et Zoran Boukherma
- Le Deuxième Acte (2024) de Quentin Dupieux
- Le Royaume de Julien Colonna
- Golo & Ritchie d’Ahmed Hamidi et Martin Fougerol
- Ni chaînes ni maîtres de Simon Moutaïrou

## Vie privée
Hugo Sélignac est marié à Emma Reynaud, fondatrice de la marque Marcia, avec laquelle il a deux enfants,.
Il n’a pas passé le baccalauréat.

## Filmographie

### En tant que producteur
- 2010 : Les Petits Mouchoirs de Guillaume Canet
- 2011 : Voisin Voisin de Geoffroy Degouy et Timothée Augendre (court métrage)
- 2013 : Blood Ties de Guillaume Canet
- 2013 : La Marche de Nabil Ben Yadir
- 2014 : Elle l'adore de Jeanne Herry
- 2017 : M de Sara Forestier
- 2018 : Carnivores de Jérémie et Yannick Renier
- 2018 : Le monde est à toi de Romain Gavras
- 2018 : Le Grand Bain de Gilles Lellouche
- 2018 : Mon Ket de François Damiens
- 2018 : Pupille de Jeanne Herry
- 2019 : Le Chant du loup d'Antonin Baudry
- 2019 : L'Échappée de Mathias Pardo (inédit)
- 2020 : Mandibules de Quentin Dupieux
- 2020 : BAC Nord de Cédric Jimenez
- 2021 : En passant pécho de Julien Royal
- 2021 : Fumer fait tousser de Quentin Dupieux
- 2022 : Novembre de Cédric Jimenez
- 2022 : Je verrai toujours vos visages de Jeanne Herry
- 2023 : Omar la fraise de Elias Belkeddar
- 2023 : Toni, en famille de Nathan Ambrosioni
- 2023 : Une zone à défendre de Romain Cogitore
- 2023 : Yannick de Quentin Dupieux
- 2023 : Nouveaux Riches de Julien Royal
- 2024 : Le Deuxième Acte de Quentin Dupieux
- 2024 : L'Amour ouf de Gilles Lellouche
- 2024 : Le Royaume de Julien Colonna
- 2024 : Golo & Ritchie d’Ahmed Hamidi et Martin Fougerol
- 2024 : Leurs enfants après eux de Ludovic et Zoran Boukherma
- 2024 : Ni chaînes ni maîtres de Simon Moutaïrou
- 2025 : Oui de Nadav Lapid
- 2025 : L'Accident de piano de Quentin Dupieux
- 2025 : Chien 51 de Cédric Jimenez

### En tant qu’acteur
- 2006 : Ne le dis à personne de Guillaume Canet : Mannequin studio photo
- 2007 : Divine Émilie d'Arnaud Sélignac : Saint Lambert
- 2008 : Seuls Two d’Éric Judor et Ramzy Bedia : Le scoot

## Distinctions
- César du cinéma
  - César des lycéens 2022 : pour BAC Nord de Cédric Jimenez[10]
  - César des lycéens 2024 : pour Je verrai toujours vos visages de Jeanne Herry[11]